# Ichneumon palaearctops
Ichneumon palaearctops là một loài tò vò trong họ Ichneumonidae.